# Сантёй (Валь-д’Уаз)
Сантёй (фр. Santeuil) — муниципалитет во Франции, в регионе Иль-де-Франс, департамент Валь-д'Уаз. Население — 578 человек (1999). Муниципалитет расположен на расстоянии около 45 км северо-западнее Парижа, 13 км северо-западнее Сержи.

## Демография
Динамика населения (Cassini и INSEE):